# Blás Riveros
Blas Miguel Riveros Galeano (Itauguá, 3 februari 1998) is een Paraguayaans voetballer die bij voorkeur als linksback speelt. Hij tekende in 2016 bij FC Basel. In hetzelfde jaar debuteerde Riveros voor Paraguay.

## Clubcarrière
Riveros debuteerde in 2015 in het eerste elftal van Club Olimpia, de club waar hij zijn jeugdopleiding genoot. Op 14 mei 2015 speelde hij zijn eerste competitiewedstrijd tegen Deportivo Santaní. In zijn eerste seizoen kwam de linksachter tot een totaal van negen competitieduels. Het seizoen erop speelde hij elf competitiewedstrijden. In 2016 tekende Riveros een vijfjarig contract bij FC Basel.

## Clubstatistieken
| Seizoen     | Club         | Competitie     | Competitie | Competitie | Beker | Beker | Internationaal | Internationaal | Totaal | Totaal |
| Seizoen     | Club         | Competitie     | Wed.       | Dlp.       | Wed.  | Dlp.  | Wed.           | Dlp.           | Wed.   | Dlp.   |
| ----------- | ------------ | -------------- | ---------- | ---------- | ----- | ----- | -------------- | -------------- | ------ | ------ |
| 2015        | Club Olimpia | Liga Paraguaya | 9          | 0          | 0     | 0     | 0              | 0              | 9      | 0      |
| 2016        | Club Olimpia | Liga Paraguaya | 11         | 0          | 0     | 0     | 3              | 1              | 14     | 1      |
| Club totaal | Club totaal  | Club totaal    | 20         | 0          | 0     | 0     | 3              | 1              | 23     | 1      |
| 2016/17     | FC Basel     | Super League   | 8          | 0          | 2     | 0     | 0              | 0              | 10     | 0      |
| 2017/18     | FC Basel     | Super League   | 8          | 0          | 0     | 0     | 2              | 1              | 10     | 1      |
| Club totaal | Club totaal  | Club totaal    | 16         | 0          | 2     | 0     | 2              | 1              | 20     | 1      |

Bijgewerkt op 28 september 2017

## Interlandcarrière
Op 28 mei 2016 debuteerde Riveros voor Paraguay in de vriendschappelijke interland tegen Mexico. Hij speelde de volledige wedstrijd, die Mexico won na een treffer van Andrés Guardado.